# Patinatge de velocitat als Jocs Olímpics d'hivern de 1972
Als Jocs Olímpics d'Hivern de 1972 celebrats a la ciutat de Sapporo (Japó) es disputaren vuit proves de patinatge de velocitat sobre gel, quatre en categoria masculina i quatre més en categoria femenina.
Les proves masculines es realitzaren entre els dies 4 i 7 de febrer i les femenines entre els dies 9 i 12 de febrer de 1972 al Makomanai Open Stadium de la ciutat de Sapporo.
Hi participaren un total de 118 patinadors, entre ells 67 homes i 51 dones, de 18 comitès nacionals diferents.

## Resum de medalles

### Categoria masculina
| Prova             | Or            | Argent        | Bronze         |
| 500 m. detalls    | Erhard Keller | Hasse Börjes  | Valery Muratov |
| 1.500 m. detalls  | Ard Schenk    | Roar Grønvold | Göran Claeson  |
| 5.000 m. detalls  | Ard Schenk    | Roar Grønvold | Sten Stensen   |
| 10.000 m. detalls | Ard Schenk    | Kees Verkerk  | Sten Stensen   |

### Categoria femenina
| Prova            | Or           | Argent               | Bronze               |
| 500 m. detalls   | Anne Henning | Vera Krasnova        | Liudmila Titova      |
| 1.000 m. detalls | Monika Pflug | Atje Keulen-Deelstra | Anne Henning         |
| 1.500 m. detalls | Dianne Holum | Stien Kaiser         | Atje Keulen-Deelstra |
| 3.000 m. detalls | Stien Kaiser | Dianne Holum         | Atje Keulen-Deelstra |

## Medaller
| Posició | País           | Or | Argent | Bronze | Total |
| 1       | Països Baixos  | 4  | 3      | 2      | 9     |
| 2       | Estats Units   | 2  | 1      | 1      | 4     |
| 3       | RFA            | 2  | 0      | 0      | 2     |
| 4       | Noruega        | 0  | 2      | 2      | 4     |
| 5       | Unió Soviètica | 0  | 1      | 2      | 3     |
| 6       | Suècia         | 0  | 1      | 1      | 2     |
|         |                |    |        |        |       |
| Total   | Total          | 8  | 8      | 8      | 24    |